# إريك غريفين
إريك غريفين (بالإنجليزية: Eric Griffin) (مواليد 3 نوفمبر 1967) هو ملاكم أمريكي، مثّل بلاده في الألعاب الأولمبية الصيفية 1992.

## روابط خارجية
- إريك غريفين على موقع بوكس ريك (الإنجليزية) (registration required)
- إريك غريفين على موقع أوليمبيديا (الإنجليزية)